# 李骆公
李骆公（1917年—1992年），原名英，后改立民，笔名黑沙骆，福建福州人，中国书画篆刻艺术家、艺术教育家，中国写意油画与现代书法先驱，天津美术学院创始人，畢業於上海美术专科学校及日本大学艺术专科。其代表作品包括有《自画像》 、《哈尔滨风景系列》《蝶恋花》、《龟虽寿》、《橘颂》及《诗文印——念奴娇》等。

## 外部連結
- “平生最爱构思苦”——李骆公篆书艺术